# Nikolai
Nikolai – miasto w Stanach Zjednoczonych, w stanie Alaska, w okręgu Yukon–Koyukuk.